# Dorothy Tyler
Pour les articles homonymes, voir Tyler.
Dorothy Jennifer Beatrice Odam-Tyler  (née le 14 mars 1920 dans le quartier de Stockwell à Londres et morte le 25 septembre 2014) est une athlète britannique spécialiste du saut en hauteur.

## Biographie
Licenciée au Mitcham Ladies, elle participe à l'âge de seize ans aux Jeux olympiques de 1936 à Berlin, et remporte la médaille d'argent du saut en hauteur, derrière la Hongroise Ibolya Csák. Elle remporte les Jeux de l'Empire britannique de 1938, à Sydney en Australie.
le 29 mai 1939, à Brentwood, Dorothy Odam établit un nouveau record du monde du saut en hauteur en franchissant 1,66 m.
Elle poursuit sa carrière d'athlète après la Seconde Guerre mondiale. Aux Jeux olympiques de 1948, à Londres, elle s'adjuge une nouvelle médaille d'argent dans l'épreuve du saut en hauteur, devancée aux nombres d'essais par l'Américaine Alice Coachman. Elle établit à cette occasion la meilleure performance de sa carrière avec la marque de 1,68 m.
Vainqueur des Jeux de l'Empire britannique de 1950, douze ans après son premier titre, elle se classe deuxième des Championnats d'Europe de 1950, à Bruxelles, derrière sa compatriote Sheila Alexander.
Septième des Jeux olympiques de 1952, elle obtient la médaille d'argent des Jeux de l'Empire britannique et du Commonwealth de 1954, à Vancouver.
Elle participe à l'âge de trente-six ans aux Jeux olympiques d'été de 1956, à Melbourne, et se classe 12e de la finale.

### Palmarès
| Date | Compétition                                     | Lieu      | Résultat | Performance |
| ---- | ----------------------------------------------- | --------- | -------- | ----------- |
| 1936 | Jeux olympiques d'été                           | Berlin    | 2e       | 1,60 m      |
| 1938 | Jeux de l'Empire britannique                    | Sydney    | 1re      | 1,60 m      |
| 1948 | Jeux olympiques d'été                           | Londres   | 2e       | 1,68 m      |
| 1950 | Jeux de l'Empire britannique                    | Auckland  | 1re      | 1,60 m      |
| 1950 | Championnats d'Europe                           | Bruxelles | 2e       | 1,63 m      |
| 1952 | Jeux olympiques d'été                           | Helsinki  | 7e       | 1,58 m      |
| 1954 | Jeux de l'Empire britannique et du Commonwealth | Vancouver | 2e       | 1,60 m      |
| 1956 | Jeux olympiques d'été                           | Melbourne | 12e      | 1,60 m      |

### Records
| Épreuve         | Performance | Lieu    | Date |
| --------------- | ----------- | ------- | ---- |
| Saut en hauteur | 1,68 m      | Londres | 1948 |